# Austrodecidae
Austrodecidae é uma família de aranhas-do-mar. Austrodecídeos tendem a ser pequenos, medindo apenas 1-2 mm. Esta família é polifilética e será dividida em dois grupos.